# 梅沢町 (栃木市)
梅沢町（うめざわまち）は、栃木県栃木市の地名。郵便番号は328-0204。
　

## 地理
寺尾地区中部に位置し、東は大久保町、西は佐野市会沢町、南は尻内町、北は鍋山町と接している。

## 世帯数と人口
2017年（平成29年）8月31日現在の世帯数と人口は以下の通りである。
| 町丁   | 世帯数  | 人口  |
| ------ | ------- | ----- |
| 梅沢町 | 276世帯 | 739人 |

## 施設
公共
- 栃木市役所寺尾支所

教育
- 栃木市立寺尾中央小学校
- 栃木警察署寺尾駐在所

郵便
- 梅沢郵便局

その他
- アゼリアヒルズカントリークラブ

## 交通

### バス
栃木市営生活バス
■星野御岳山線・■出流観音線
- 辻入口 - 梅沢ドライブイン - 梅沢新町 - 梅沢郵便局前 - 寺尾学校前

### 道路
主要地方道
- 栃木県道32号栃木粕尾線（鍋山街道）

## 小・中学校の学区
市立小・中学校に通う場合、学区は以下の通りとなる。
| 番地       | 小学校                 | 中学校             |
| ---------- | ---------------------- | ------------------ |
| 一部       | 栃木市立寺尾南小学校   | 栃木市立寺尾中学校 |
| その他全域 | 栃木市立寺尾中央小学校 | 栃木市立寺尾中学校 |